# 15 cm schwere Feldhaubitze M. 14
A 15 cm schwere Feldhaubitze M. 14 az Osztrák–Magyar Monarchia nehézlövege volt I. világháború idején. Viszonylag rövid lőtávolsága ellenére a háború végéig hatásos fegyvernek bizonyult. A háborúban Olaszország az ágyúk egy részét zsákmányul ejtette, majd a háború után nekik ítélték a lövegeket az M. 14/16-os változatokkal együtt. Itt az Obice da 149/13 jelzést kapták. 1939-ben az olaszok még 490 ilyen üteggel rendelkeztek, de kapitulációjuk után, 1943-ban, a németek kezére kerültek a lövegek, ahol a 15 cm sFH 400(i) jelzéssel látták el őket. A csehszlovák szolgálatban álló ágyúk jelzése 15 cm hrubá houfnice vz. 14 és 14/16 volt. A megmaradt 15 cm sFH M. 14-esek a bécsi Heeresgeschichtliches Museumban tekinthetők meg.
Szállításkor két részre bontották szét. Az M. 14-es különböző módosításokon esett át, hogy megnöveljék a löveg hatótávolságát és a tűzerejét az M. 14/16-hoz hasonlóan. A háború után újabb változtatásokat eszközöltek az ágyún annak könnyebb mozgathatósága érdekében.

### Fordítás
- Ez a szócikk részben vagy egészben  a(z)   15 cm schwere Feldhaubitze M 14 című angol Wikipédia-szócikk fordításán alapul.  Az eredeti cikk szerkesztőit annak laptörténete sorolja fel. Ez a jelzés csupán a megfogalmazás eredetét és a szerzői jogokat jelzi, nem szolgál a cikkben szereplő információk forrásmegjelöléseként.